# Linien gennem landet
|  | Denne artikel er oprettet af botten Steenthbot ud fra en ekstern database. Den kan derfor have sproglige fejl eller mangler. Denne skabelon kan fjernes efter kontrol af indholdet. |

Linien gennem landet er en dansk dokumentarfilm fra 1987 instrueret af Anders Maigård.

## Handling
En dag på linjen Helsingør - Esbjerg. Filmen beskriver jernbanens gådefulde eksistens i det danske landskab.